# François Clouet

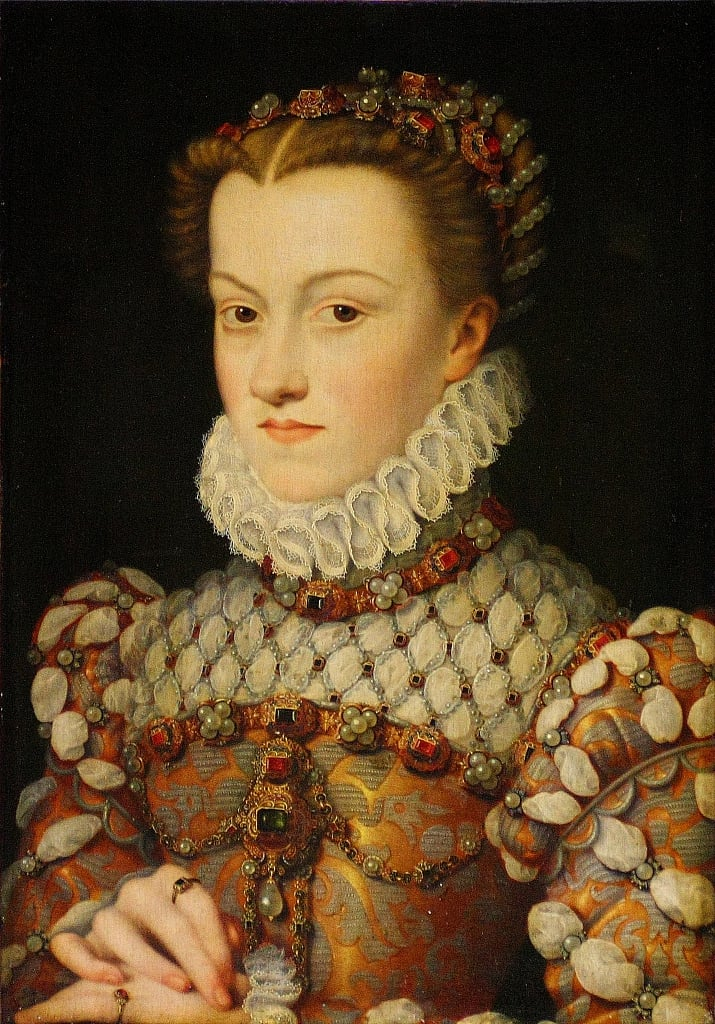
Elizabeth van Oostenrijk

François Clouet (Tours, 1510 - Parijs, 22 september 1572) was een Frans maniëristisch schilder.
François Clouet, de zoon en opvolger van Jean Clouet, was een portretschilder die werkte aan het Franse hof ten tijde van Frans I. Zijn stijl leunt aan bij de Italiaanse renaissance.
Het Louvre in Parijs bezit een belangrijke collectie van zijn werken.

## Historische referenties
François Clouet werd geboren in Tours, als zoon van de hofschilder Jean Clouet. Jean Clouet was afkomstig uit de Zuidelijke Nederlanden en waarschijnlijk uit de omgeving van Brussel. François Clouet studeerde onder zijn vader. Hij erfde de bijnaam 'Janet' van zijn vader en wordt zo genoemd in sommige vroege bronnen en de oudere literatuur.
De vroegste verwijzing naar François Clouet is een document van december 1541 waarin de koning afstand doet ten behoeve van François van het landgoed van zijn vader, dat aan de kroon was nagelaten als landgoed van een buitenlander. In dit document zou de jongere Clouet zijn vader op de voet hebben gevolgd. Net als zijn vader bekleedde hij het ambt van kamerschilder en gewone schilder van de koning, en wat het salaris betreft, begon hij waar zijn vader ophield. Veel tekeningen worden aan deze kunstenaar toegeschreven, vaak zonder perfecte zekerheid. Er is echter meer dan bij zijn vader.
Aangezien de lof van François Clouet werd bezongen door de schrijvers van die tijd, werd zijn naam zorgvuldig bewaard van regering tot regering, en er is een oude en ononderbroken traditie in de toeschrijving van veel van zijn schilderijen. Er zijn echter geen originele getuigenissen van zijn werken, noch zijn er documenten bekend die de algemeen aanvaarde beschrijvingen garanderen. Aan hem worden toegeschreven de portretten van Frans I in het Uffizi en in het Louvre, en verschillende tekeningen die daarop betrekking hebben.
- Auckland Art Gallery Toi o Tāmaki: 1829
- Biblioteca Nacional de España: XX1716899
- Bibliothèque nationale de France: cb13333281t (data)
- Gemeinsame Normdatei: 121159175
- International Standard Name Identifier: 0000 0001 1821 7417
- KulturNav: 99b01ce8-97d9-480a-a6ad-64ec89eb9e82
- Library of Congress Control Number: n94072322
- Nationale Bibliotheek van Letland: 000205099
- Nationale Bibliotheek van Tsjechië: xx0123055
- Nationale Bibliotheek van Israël: 987007259989405171
- Nationale Bibliotheek van Polen: a0000003715076
- Nederlandse Thesaurus van Auteursnamen: 169135160
- Réseau des bibliothèques de Suisse occidentale: 02-A012394818
- RKD-Nederlands Instituut voor Kunstgeschiedenis: 17314
- SNAC: w6t43v1k
- Système universitaire de documentation: 035741147
- Union List of Artist Names: 500015977
- Virtual International Authority File: 206936446
- WorldCat: E39PBJmpfKPff6m7Ky4DqrYByd